# Семак, Павел Иванович
Павел Иванович Семак (1913—1961) — полковник Советской Армии, участник Великой Отечественной войны, Герой Советского Союза (1945).

## Биография

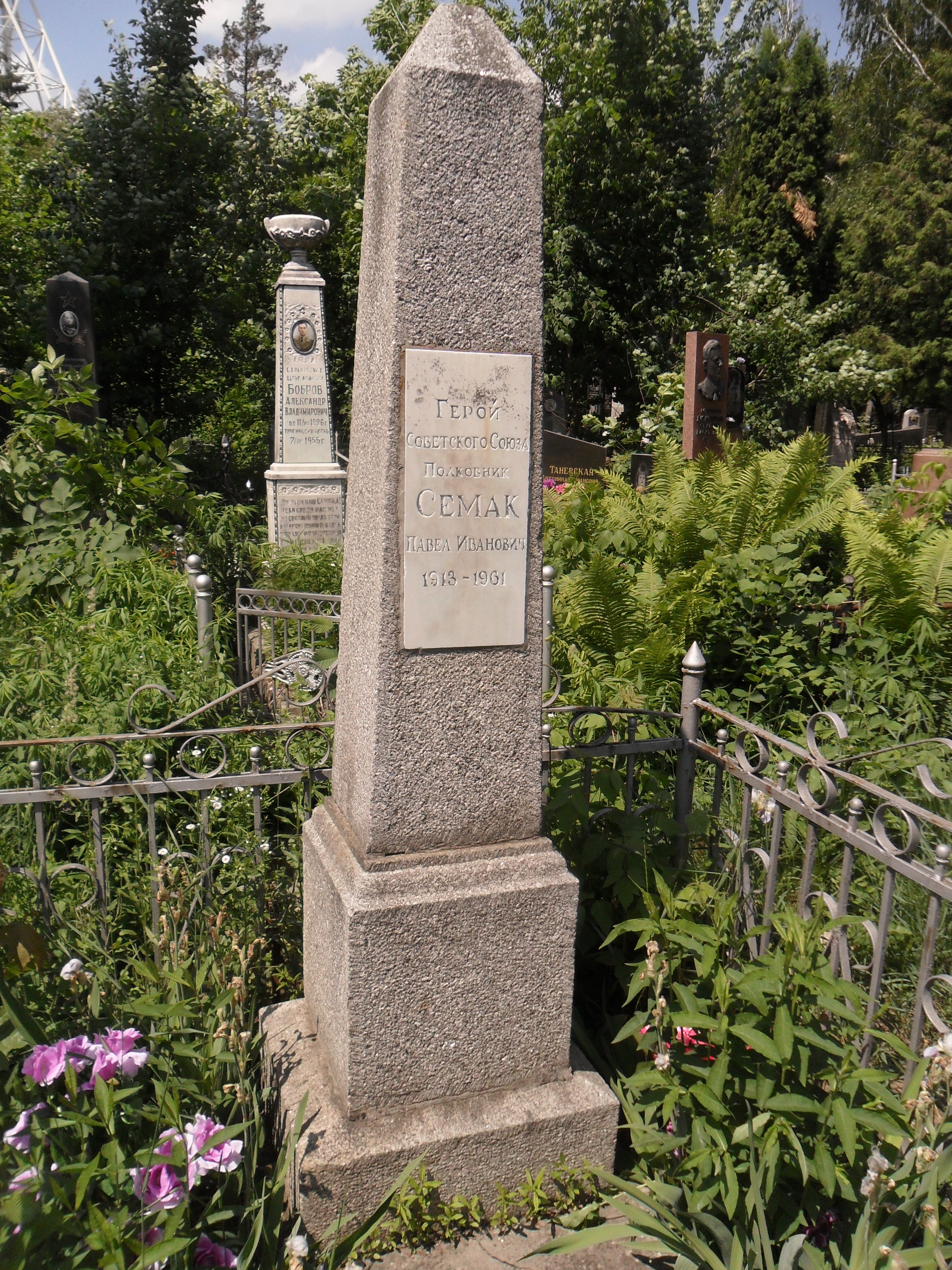
Могила Семака на Лукьяновском военном кладбище Киева.

Павел Семак родился 16 августа 1913 года в селе Петровка (ныне — Сновский район Черниговской области Украины). После окончания семи классов школы работал мастером смена в прессовом цеху одного из заводов Калинина (ныне — Тверь). В 1935 году Семак был призван на службу в Рабоче-крестьянскую Красную Армию. Участвовал в боях советско-финской войны. С июня 1941 года — на фронтах Великой Отечественной войны. Принимал участие в боях на Ленинградском, Волховском и 3-м Прибалтийском фронтах.
К сентябрю 1944 года гвардии капитан Павел Семак командовал эскадрильей 4-го гвардейского бомбардировочного авиаполка 280-й смешанной авиадивизии 14-й воздушной армии 3-го Прибалтийского фронта. К тому времени он совершил 186 боевых вылетов на бомбардировку скоплений боевой техники и живой силы противника, его важных объектов, лично уничтожил на земле и в воздухе 11 самолётов противника.
Указом Президиума Верховного Совета СССР от 23 февраля 1945 года за «образцовое выполнение боевых заданий командования по уничтожению живой силы и техники противника и проявленные при этом мужество и героизм» гвардии капитан Павел Семак был удостоен высокого звания Героя Советского Союза с вручением ордена Ленина и медали «Золотая Звезда» за номером 5362.
После окончания войны Семак продолжил службу в Советской Армии. В 1954 году в звании полковника он был уволен в запас. Проживал и работал в Киеве. Скоропостижно скончался 26 января 1961 года, похоронен на Лукьяновском военном кладбище Киева.
Был также награждён тремя орденами Красного Знамени, орденами Отечественной войны 1-й степени и Красной Звезды, рядом медалей.
В честь Семака названа улица и установлен бюст в Петровке.